# Pastor López
José Pastor López Pineda, né le 15 juin 1944 à Barquisimeto, au Venezuela, et mort le 5 avril 2019 à Cúcuta, en Colombie, plus connu sous le nom de Pastor López, est un chanteur et compositeur vénézuélien, naturalisé colombien, connu en Amérique latine pour sa raspacanilla, sa cumbia et son porro. Surnommé « El Indio », il a connu une grande transcendance dans la musique latine, avec des succès tels que Golpe con golpe, El Ausente, Traicionera, Tienes que regresar, La Colegiala, Lloro mi corazón, Las Caleñas, Cariñito sin mi, Triste Navidad, Reggaeton con otro tumbao (avec Tony Reggue), entre autres chansons qui ont porté la cumbia colombienne sur la scène mondiale,.

## Biographie
Il était le fils de parents indigènes, et à cause de cela et de son apparence physique, il était surnommé « El Indio » (« l'Indien »). Pastor López a été encouragé par ses frères à commencer à chanter le joropo ; il s'est fait connaître dans le combo de son compatriote Nelson Henríquez, après quoi il a joué dans d'autres groupes comme Los Mayorales et le Combo de Emir Boscán. Après deux ans dans le combo de Nelson Henríquez (1972-1973) et avec le soutien de Juan Enrique el de los Montes, propriété du producteur Roberto Rueda, il forme son propre groupe Pastor López y su Combo 1973, depuis lequel il enregistre des chansons colombiennes et des morceaux de cumbia, dont plusieurs sont d'auteurs de cumbia - Cariñito sin mí, Traicionera, Nuestro anillito, Sorbito de Champagne, Las Caleñas et autres.
Il vivait entre le Venezuela et la Colombie. Dans ce dernier, il donnait la plupart de ses spectacles avec son orchestre et jouissait d'une grande popularité ; de plus, son groupe musical était principalement composé de musiciens colombiens. Sa vie amoureuse était quelque peu controversée, car ses voyages et ses concerts constants signifiaient qu'il avait des partenaires dans presque toutes les villes où il se produisait. De tant d'aventures, il a eu un fils né à Toiquito, au Venezuela, nommé Carlos López, qui vit actuellement à Santiago, Chili, et mène une vie tranquille grâce aux royalties tirées de la carrière musicale de son père.
La carrière musicale de Pastor López au Venezuela, en Colombie, en Équateur et dans d'autres pays a été considérablement étendue. Son style musical tenait de la musique tropicale, dans laquelle se distinguent des genres comme la cumbia, le paseo vallenato, le paseaíto et le porro, entre autres. Son groupe se composait de deux trompettes, d'un piano, de timbales, d'une basse, d'une conga, d'un choriste et de lui-même en tant que chanteur.
Pastor était reconnu internationalement, dans des pays comme les États-Unis, le Canada, l'Espagne et l'Angleterre. Il portait toujours 8 anneaux d'or, c'est pourquoi il a un autre pseudonyme : « El Cantante de los anillos » (« Le chanteur des anneaux »).

### Décès
L'auteur-compositeur-interprète meurt le 5 avril 2019, à l'âge de 74 ans, à la Clínica Norte de la ville de Cúcuta, en Colombie, des suites d'un accident vasculaire cérébral.

## Style musical
Ses premières approches dans le monde de la musique ont été dans la llanera (genre musical populaire au Venezuela et dans les plaines orientales de la Colombie qui utilise la harpe, les maracas et une petite guitare à quatre cordes appelée cuatro.
Le chanteur et ses chansons sont étroitement liés à la période de Noël au Venezuela, en Colombie, en Équateur et dans toute l'Amérique du Sud, où ses chansons sont jouées à cette époque de l'année. Il est arrivé au Mexique main dans la main avec les sonideros, qui s'inspirent de plusieurs chansons du chanteur.

## Discographie
- 1966 : La Camisa Bacana – Pastor López con el Conjunto de los Hermanos López
- 1967 : Honda Herida – Pastor López con el Conjunto de los Hermanos López
- 1967 : La Venezolana – Pastor López con el Conjunto de los Hermanos López
- 1967 : Sueños de Cumbiambrea – Pastor López con Los Mayorales
- 1967 : Primer Compás – Pastor López con Los Tomasinos
- 1973 : Venezuela 73 Con sabor Internacional (Con el combo de Nelson Henríquez)
- 1973 : Mano A Mano Pastor López-Willie Quintero
- 1974 : Pastor López Y Su Combo
- 1974 : Mano A Mano Pastor López Y Los Auténticos-Willie Quintero
- 1975 : Mano A Mano Pastor López-Joe Rodríguez
- 1975 : Bienvenidos
- 1976 : Lo Mejor
- 1976 : La Venezolana
- 1977 : El Negro Parrandero
- 1978 : Traicionera
- 1979 : El Indio Pastor
- 1979 : Sólo un cigarrillo
- 1980 : Único
- 1980 : Aquí está el sabor
- 1981 : El Número uno/La Cumbia
- 1982 : El Exitoso
- 1983 : Lo Máximo/Golpe con golpe
- 1984 : Para Colombia/Para todos
- 1985 : El Inigualable/El Iniguabale sabor
- 1985 : Con toda la fuerza
- 1986 : Para Mi Colombia/Siempre listo
- 1986 : El Magnífico indio/amigo
- 1986 : Cumbia Universal
- 1987 : El Insuperable/Bailable Sólido/Vengo con todo
- 1988 : El Incontenible/Baile Latino
- 1989 : Las Bonitas No Son Fieles
- 1990 : Con calor tropical
- 1991 : El Formidable/La Gran bailanta
- 1993 : El Indio
- 1996 : 16 Éxitos-Nuevas Grabaciones
- 1996 : 16 Éxitos-Nuevas Grabaciones Vol. 2
- 1997 : Pa' la gozadera
- 1997 : 20 Años haciendo éxitos
- 1998 : Mucho más
- 1999 : Plegaria vallenata
- 1999 : Navidades con Pastor
- 2000 : Empinando el codo
- 2001 : El Inconfundible
- 2002 : Le Canta a julio Jaramillo
- 2007 : Vuelve con mucho más